# Nan guo zai jan, nan guo
Nan guo zai jan, nan guo (南國再見,南國T, 南国再见,南国S, Nánguó Zaìjiàn, NánguóP) è un film del 1996 diretto da Hou Hsiao-hsien.

## Trama
Il gangster di mezza tacca Kao lascia Taipei per recuperare un'eredità, ma - come i soci Bian e Pretzel che lo accompagnano - ormai è un perdente, escluso dalla gara per il successo. L'immagine iniziale del trio riprende quella di un film precedente di Hou, Dust in the Wind: ma il tempo dell'adolescenza alla scoperta della vita è passato e i protagonisti restano ai margini della società, bloccati nell'apatia malgrado continui spostamenti e trilli di cellulari. Frammentando la narrazione di una serie di episodi minimi, Hou cerca di catturare una realtà che fugge, con piani-sequenza di bellezza spesso mozzafiato.